# Cleonymia mauretaniae
Cleonymia mauretaniae là một loài bướm đêm trong họ Noctuidae.